# 米馬拉博物館

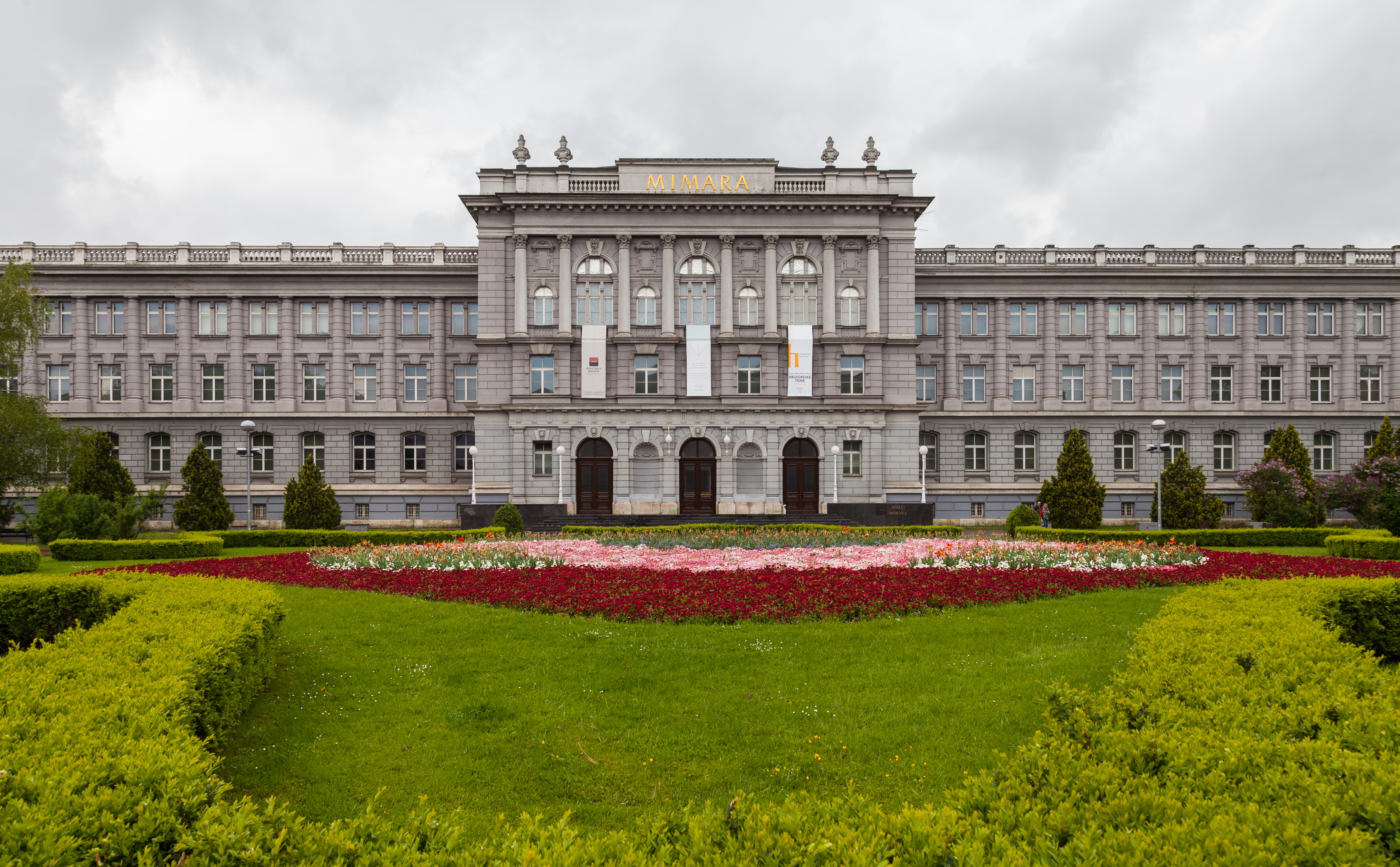
米馬拉博物館

米馬拉博物館是位於克羅埃西亞首都扎格瑞布的一座美術館。博物館擁有3,700件藏品，其歷史範圍橫跨史前時代至20世紀，其中不乏名家之作。博物館開業於1987年，博物館所在的建築則修建於19世紀。

## 外部連結
- 官方网站 （克羅埃西亞文） （英文）

45°48′30″N 15°58′01″E / 45.80833°N 15.96694°E